# Бертхолд II фон Щернберг
Бертхолд II фон Щернберг (на немски: Berthold II von Sternberg; † 13 ноември 1287, вероятно във Вюрцбург) е епископ на Вюрцбург (1271 – 1287).

## Биография
Фамилията му Щернберг е роднина с графовете на Шваленберг и с франкските графове на Хенеберг. Той е син на Хайнрих II фон Щернберг († 1228) и брат на Алберт фон Щернберг († 1253/1255), последният от фамилията Щернберг, на Херман фон Щернберг († 1277), пропст на Ноймюнстер (1275 – 1277), Хайнрих III фон Щернберг († сл. 1280), домпропст в Бамберг, и на София фон Щернберг († сл. 1262), монахиня в манастир Вехтерсвинкел. Роднина е на Бертхолд I фон Хенеберг, епископ на Вюрцбург (1267 – 1274).
Баща му е убит на 6 декември 1228 г. при Майнинген в битка против граф Попо VII фон Хенеберг († 1245).
Бертхолд започва духовническа кариера заедно с по-малките си братя Херман и Хайнрих. Те заедно влизат в катедралния капител Вюрцбург. На 8 август 1266 г. се състои при Китцинген т. нар. Кириакусбитка между катедралния капител на Вюрцбург и господарите на Хенеберг, в която Хенебергите са изгонени.
През 1271 г. Бертхолд е избран за епископ на Вюрцбург. За да получи потвърждение той пътува през 1274 г. до папа Григорий X в Рим. Бертхолд II фон Щернберг е привърженик на германския крал Ричард Корнуол (синът на Джон Безземни).
На 15 август 1281 г. Бертхолд II продава графството Льовенщайн на римско-немския крал Рудолф I Хабсбургски (1218 – 1291).
Неговият гроб в катедралата на Вюрцбург вече не е запазен. Той е първият епископ, който нарежда сърцето му да е погребано в манастир Ебрах.